# Umbozero

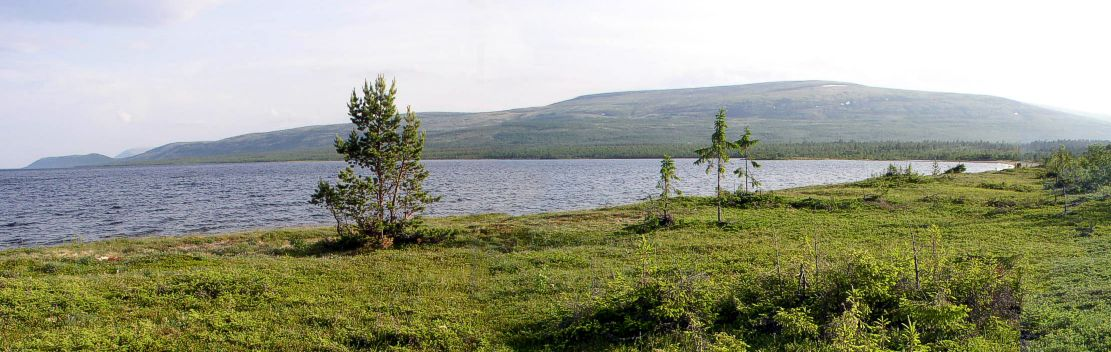
Umbozero

Umbozero (ryska: Умбозеро) är en sjö på Kolahalvön i Murmansk oblast i nordvästra Ryssland. Sjön har fått sitt namn från floden Umba, som har sin källa i sjön. Floderna Tjuda, Sura och Kitsa utrinner i Umbozero. Sjön ligger på 149 meters höjd över havsnivån, mellan bergsmassiven Chibiny i väst och Lovozerotundran i öst. Den har en areal på 422 km², ett maximalt djup på 115 meter och ett genomsnittsdjup på 15 meter. Den är som mest 44 kilometer lång och 10 kilometer bred. Sjön fryser till från slutet av oktober.